# Geococcyx
|  | Aquest article tracta sobre el correcamins, ocell de l'ordre dels cuculiformes. Pels corredors, ocells de l'ordre dels caradriformes, vegeu: glareòlid |

Els correcamins (Geococcyx ) són un gènere d'ocells de la família dels cucúlids (Cuculidae). També són coneguts com a ocells o polls chaparrals per tipus d'hàbitat on es troben.

## Descripció
Són dues espècies de cucuts de terra amb cues llargues i amb cresta. Es troben al sud-oest i centre-sud dels Estats Units, Mèxic i Amèrica Central, normalment al desert. Encara que capaços de volar, els correcamins generalment fugen dels depredadors corrent. A terra, alguns s'han mesurat a 32 km/h.

## Taxonomia
Segons la Classificació del Congrés Ornitològic Internacional (versió 14.2, 2024) aquest gènere està format per dues espècies, ambdues monotípiques:
- correcamins gros (Geococcyx californianus).
- correcamins menut (Geococcyx velox).